# 絆 (橋幸夫の曲)
『絆』（きずな）は、1984年の橋幸夫の楽曲である。この曲は1985年『悲しい縁』（슬픈 인연）として歌詞などを変更し大韓民国でナミによりカバーされ、015Bなど多くのミュージシャンにカバーされている。